# Seraina Mani
Tina Seraina Mani (* 28. Dezember 1978 in Davos) ist eine Schweizer Politikerin (Die Mitte).

## Leben
Seraina Mani ist in Davos aufgewachsen. Ihre Mutter, Elisabeth Mani-Heldstab, ist Ehrenmitglied der Walservereinigung Graubünden. Bereits ihr Vater, Herbert Mani, war politisch engagiert.
Seraina Mani erlernte den Beruf Physiotherapeutin und Sportphysiotherapeutin an der Internationalen Hochschule für Physiotherapeuten (THIM). Sie bildete sich zudem zur medizinischen Masseurin an der ehemaligen Bündner Medizinischen Massagefachschule (BMMS) aus. Nach ein paar Jahren als Physiotherapeutin bildete sie sich zur Fachexpertin weiter. Sie arbeitet in der Klinik Davos der Zürcher Rehazentren als Fachexpertin auf der Inneren Medizin / Pneumologie. Sie hat eine Weiterbildung in der Boeger-Therapie.

## Politik
Als junger Mensch trat sie der Mitte-Partei bei. Zuerst war sie mehrere Jahre im Vorstand tätig und wurde 2021 in den Grossen Landrat (Legislative) der Gemeinde Davos gewählt. Sie ist Co-Präsidentin der Mitte Davos. 2024 wurde sie wiedergewählt. Sie vertritt den Wahlkreis Davos seit 2022 im Grossen Rat, dem Kantonsparlament von Graubünden.
2022 wurde sie Mitglied im Evangelischen Grossen Rat.